# Champagne-sur-Seine
Champagne-sur-Seine ist eine französische Gemeinde mit 6491 Einwohnern (Stand: 1. Januar 2022) im Département Seine-et-Marne und der Region Île-de-France. Champagne-sur-Seine liegt im Arrondissement Fontainebleau und gehört zum Kanton Montereau-Fault-Yonne.
Die Einwohner werden Champenois genannt.

## Geographie
Champagne-sur-Seine liegt, wie der Name schon besagt, an der Seine.

### Nachbargemeinden
Umgeben ist Champagne-sur-Seine von den Gemeinden Héricy und Machault im Norden, Vernou-la-Celle-sur-Seine im Osten, Saint-Mammès im Süden, Veneux-les-Sablons im Südwesten, Thomery im Westen sowie Vulaines-sur-Seine und Samoreau im Nordwesten.

## Bevölkerungsentwicklung
| Jahr      | 1962 | 1968 | 1975 | 1982 | 1990 | 1999 | 2006 | 2011 |
| Einwohner | 4837 | 5298 | 5543 | 5406 | 6092 | 6594 | 6475 | 6499 |

## Wirtschaft und Infrastruktur
Champagne-sur-Seine hat einen Bahnhof an der Bahnstrecke Corbeil-Essonnes–Montereau.

## Sehenswürdigkeiten
- „Aquädukt des Voulzie“ über die Seine aus dem Jahre 1926
- Kirche Notre-Dame aus dem 12. Jahrhundert mit Umbauten bis in das 17. Jahrhundert
- Russisch-orthodoxe Kapelle (errichtet zwischen 1937 und 1939)
- Kirche Saint-François-d’Assise, errichtet 1965
- Ehemaliges Fabrikgebäude von Schneider-Westinghouse

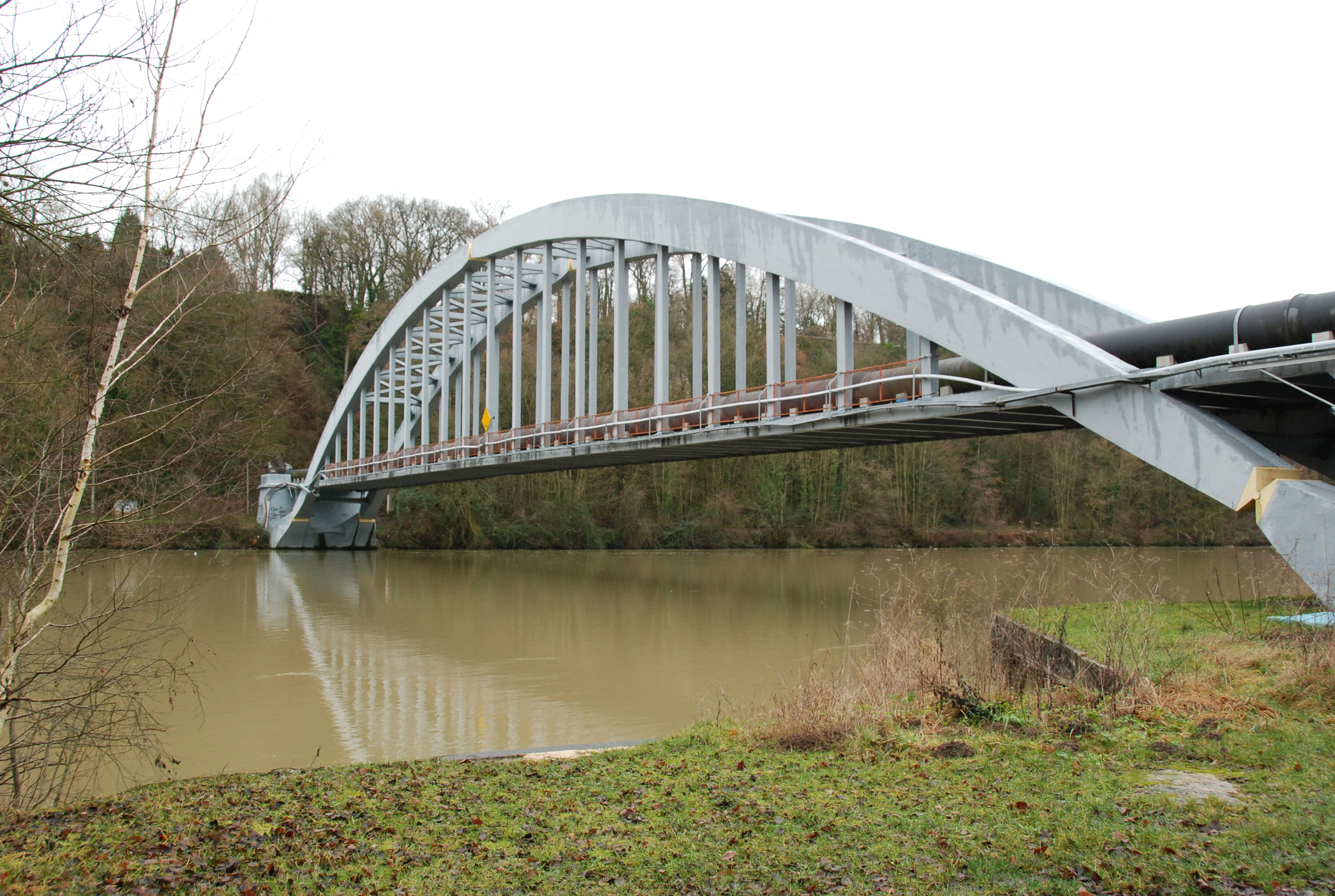
Aquädukt
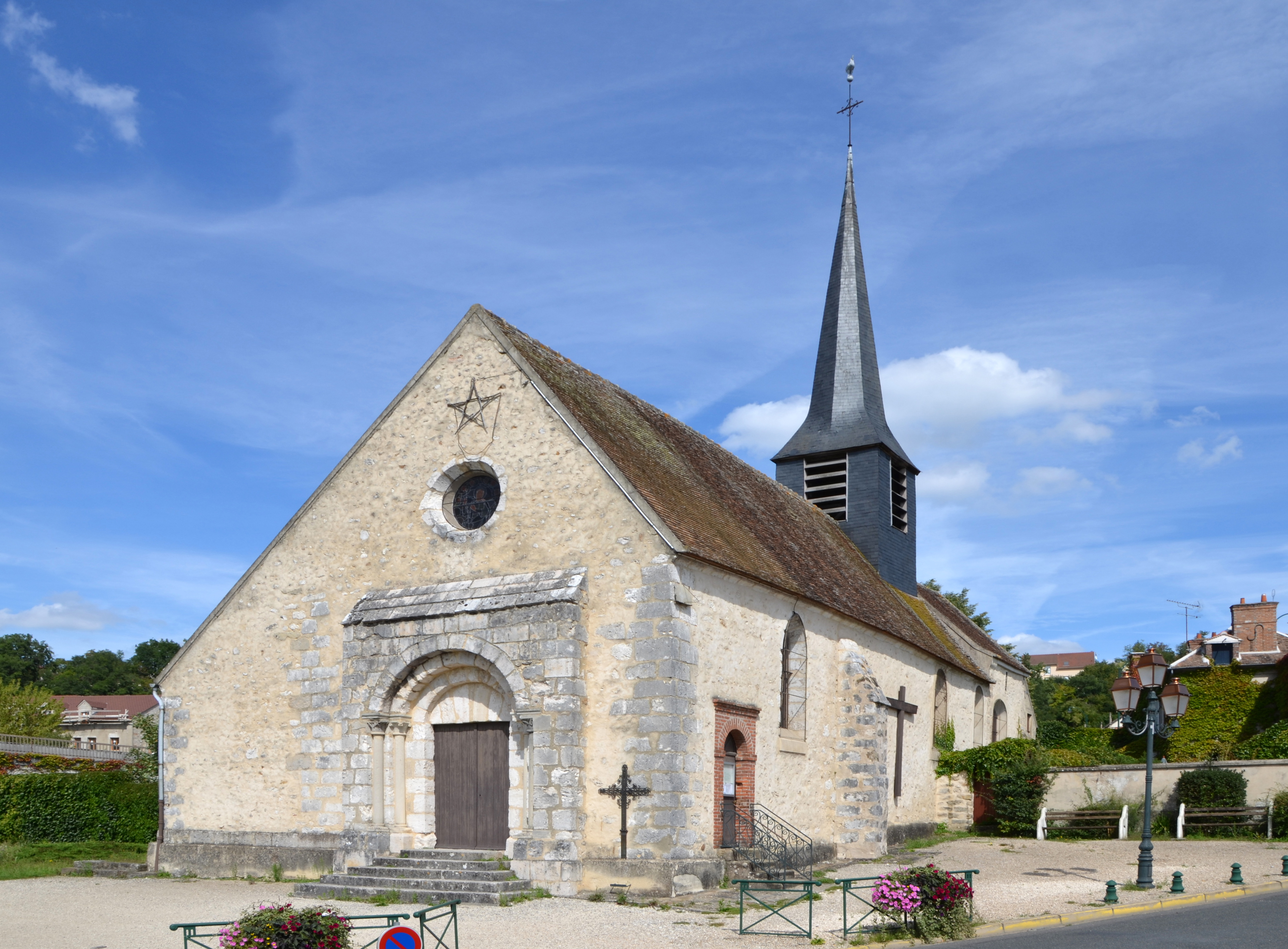
Kirche Notre-Dame